# Kompayak Porpramook
Kompayak Porpramook (ur. 18 czerwca 1982 w Lam Plai Mat) – tajski bokser, były zawodowy mistrz świata wagi junior muszej (do 108 funtów) organizacji WBC. 

## Kariera zawodowa
Karierę zawodową rozpoczął 1 stycznia 2000. Do października 2011 stoczył 46 walk, z których wygrał 43 a 3 przegrał. W tym czasie zdobył tytuły tymczasowego mistrza PABA oraz WBC Asian Boxing Council w wadze junior muszej.
23 grudnia w Bangkoku stanął do pojedynku o tytuł mistrza WBC w wadze junior muszej z Meksykaninem Adriánem Hernándezem. Wygrał efektownie przez nokaut w dziesiątej rundzie i został nowym mistrzem świata. W pierwszej obronie tytułu zmierzył się 3 maja 2012 z Filipińczykien Jonathanem Taconingiem. W szóstej rundzie walka została przerwana ze względu na kontuzję Kompayaka spowodowaną uderzeniem głową przeciwnika w czwartej rundzie a sędziowie ogłosili zwycięzcą Taja. 6 października w Bayamon doszło do pojedynku rewanżowego z Hernandezem. Przegrał przez nokaut w szóstej rundzie i stracił pas mistrzowski.  